# NPC2
NPC2 (англ. NPC intracellular cholesterol transporter 2) – білок, який кодується однойменним геном, розташованим у людей на 14-й хромосомі. Довжина поліпептидного ланцюга білка становить 151 амінокислот, а молекулярна маса — 16 570.
| 10         |  | 20         |  | 30         |  | 40         |  | 50         |
| ---------- |  | ---------- |  | ---------- |  | ---------- |  | ---------- |
| MRFLAATFLL |  | LALSTAAQAE |  | PVQFKDCGSV |  | DGVIKEVNVS |  | PCPTQPCQLS |
| KGQSYSVNVT |  | FTSNIQSKSS |  | KAVVHGILMG |  | VPVPFPIPEP |  | DGCKSGINCP |
| IQKDKTYSYL |  | NKLPVKSEYP |  | SIKLVVEWQL |  | QDDKNQSLFC |  | WEIPVQIVSH |
| L          |  |            |  |            |  |            |  |            |

A: Аланін

C: Цистеїн

D: Аспарагінова кислота

E: Глутамінова кислота

F: Фенілаланін

G: Гліцин

H: Гістидин

I: Ізолейцин

K: Лізин

L: Лейцин

M: Метіонін

N: Аспарагін

P: Пролін

Q: Глутамін

R: Аргінін

S: Серин

T: Треонін

V: Валін

W: Триптофан

Задіяний у таких біологічних процесах, як метаболізм ліпідів, метаболізм холестеролу, метаболізм стероїдів, метаболізм стеролів, ацетилювання, альтернативний сплайсинг. 
Локалізований у ендоплазматичному ретикулумі, лізосомі.
Також секретований назовні.